# New Texas Giant
Der New Texas Giant im Freizeitpark Six Flags Over Texas (Arlington, Texas, USA) ist eine Achterbahn des Herstellers Dinn Corporation, die am 17. März 1990 als Texas Giant eröffnet wurde. Sie wurde von Curtis D. Summers konstruiert. Zum Zeitpunkt ihrer Eröffnung war sie die höchste Holzachterbahn der Welt. Am 1. November 2009 wurde sie geschlossen und vom neuen Unternehmen Rocky Mountain Construction umgebaut und war die erste Achterbahn des Herstellers. Die Schienen, welche ursprünglich aus Holz waren, wurden durch Stahlschienen ersetzt. Dadurch wurde sie aus einer Holzachterbahn zu einer Hybrid-Stahlachterbahn mit Holzstruktur. Das Layout wurde bei dem Umbau stark verändert und beinhaltet nun Elemente, welche auf einer traditionellen Holzachterbahn nicht möglich wären. Auch wurde die Neigung der ersten Abfahrt, welche vorher 53° betrug auf 79° erhöht, sowie die Höhe der Bahn um 3 m erhöht. Sie wurde am 22. April 2011 unter dem Namen New Texas Giant wieder geöffnet.

## Züge
Der New Texas Giant besitzt drei Züge vom Hersteller Gerstlauer Amusement Rides GmbH mit jeweils sechs Wagen. In jedem Wagen können vier Personen (zwei Reihen à zwei Personen) Platz nehmen. Die Fahrgäste müssen mindestens 1,22 m groß sein, um mitfahren zu dürfen. Als Rückhaltesystem kommen stufenlos einstellbare hydraulische T-Schoßbügel zum Einsatz.

## Zwischenfälle
Am 19. Juli 2013 kam es während der ersten großen Abfahrt zu einem tödlichen Zwischenfall. Nach Augenzeugenberichten öffnete sich ein Schoßbügel und eine Frau stürzte aus dem Wagen in die Tiefe.